# Neuleiningen
Neuleiningen est une commune de l'arrondissement de Bad Dürkheim en Rhénanie-Palatinat. Elle appartient au Verbandsgemeinde Leininger Land. Le village est situé à 18 km au nord-ouest de Ludwigshafen am Rhein, à la limite de la région métropolitaine européenne Rhin-Neckar et est principalement visitée en raison du château fort de Neuleiningen.

## Géographie
Orographiquement, Neuleiningen est regroupée autour du château, situé à 269,8 m d'altitude, sur le versant sud du Grünstadter Berg, une montagne calcaire tertiaire de 336,7 m, qui est à la fois la montagne indépendante la plus méridionale et la plus haute du pays du Alzeyer Hügelland. Cependant, les pentes abruptes immédiatement au sud du centre-village jusqu'à la vallée d'Eckbach profondément découpé (moins de 180 m) sont constituées de trias inférieur et font donc partie de la forêt du Palatinat, dont les élévations commencent au-delà de la vallée, au Leininger Sporn avec Battenberg opposé au sud. La limite géologique traverse le centre de la ville - l'A 6, qui se trouve à seulement 200 m au nord et légèrement plus haute, est déjà entièrement sur roche tertiaire.
À l'est, la plaine du Rhin supérieur, large de 35 km, s'étend à travers les collines viticoles plates du Leininger Land.
Le hameau de Neuleiningen-Tal est situé au sud du chef-lieu dans la vallée de l'Eckbach à 183 m d'altitude.

## Histoire

### Moyenne âge
Le nom du lieu est dérivé de la Famille de Linange, qui dirigeait auparavant le Leininger Land et dont le parent, le comte Friedrich III, a construit le château au XIIIe siècle. Les gens s'installant près de la forteresse, un village commença bientôt à émerger et à se développer. Le château et le village appartenaient à l'origine à la commune de Sausenheim et n'en furent séparés que plus tard. Sausenheim - y compris le site de ce qui deviendra plus tard Neuleiningen - faisait partie de la propriété du Abbaye Saint-Pierre-et-Saint-Paul de Wissembourg et n'était de là donnée aux Leininger qu'en fief.
C'est probablement ainsi que le diocèse de Worms acquit les droits de propriété locaux qui, selon un document de 1308, transférèrent le château et le village de Neuleiningen en fief aux comtes de Leiningen. Cependant, l'évêque conservait sa propre propriété dans le village, utilisait lui-même la partie sud du château et possédait également un grand domaine viticole officiel à un emplacement stratégique. Dès les premiers temps, les habitants de Leiningen ont également tenté d'acquérir la part épiscopale du lieu sur la base d'une propriété ou d'un bail, mais cela a toujours échoué en raison de la résistance des évêques de Worms.
Neuleiningen a également reçu le privilège urbain vers le milieu du 14ème siècle.

### Temps modernes
Pendant la guerre de succession du Palatinat, Neuleiningen fut incinérée en 1690 et les comtes déplacèrent leur siège de gouvernement à Grünstadt. Après que la moitié de la propriété locale de Leiningen ait été mise en gage au Hochstift Worms en 1742, le comte Carl I (1717-1787) vendit la totalité de la part de Leiningen à l'évêque de Worms Johann IX Philipp von Walderdorff, ce qui signifiait que le Hochstift Worms restait jusqu'à à la fin de la période féodale, devient l'unique propriétaire de Neuleiningen.
De 1798 à 1814, lorsque le Palatinat faisait partie de la République française (jusqu'en 1804) puis de l'Empire napoléonien, Neuleiningen fut incorporée au canton de Grünstadt et siège de sa propre Mairie. Lors de son appartenance à la France après la Révolution française, Neuleiningen a perdu son statut juridique de ville. En 1815, le village fut rattaché à l'empire d'Autriche après le congrès de Vienne. Un an plus tard, comme tout le Palatinat, elle est transférée au royaume de Bavière. De 1818 à 1862, le lieu appartenait au Landkommissariat Frankenthal, d'où est issu le Bezirksamt Frankenthal.
À partir de 1939, la commune faisait partie du Landkreis Frankenthal (Pfalz). Après la Seconde Guerre mondiale, la zone située dans la zone d'occupation française est devenue une partie du nouvel État de Rhénanie-Palatinat. Dans le cadre de la première réforme administrative de Rhénanie-Palatinat, la ville a été transférée dans l'arrondissement de Bad Dürkheim nouvellement créé. Trois ans plus tard, Neuleiningen fait partie de la nouvelle commune de Grünstadt-Land. En 2018, il a été attribué à la commune de Leiningerland.

## Politique

### Conseil municipal
Le conseil municipal de Neuleiningen est composé de 12 membres du conseil élus au scrutin proportionnel personnalisé lors des élections locales du 9 juin 2024 et du bourgmestre honoraire en tant que président.
La répartition des sièges au conseil local :
| Wahl | SPD | CDU | FWG | WGF-M | total     |
| ---- | --- | --- | --- | ----- | --------- |
| 2024 | 3   | –   | 4   | 5     | 12 sièges |
| 2019 | 1   | 7   | 4   | –     | 12sièges  |
| 2014 | 1   | 7   | 4   | –     | 12 sièges |
| 2009 | 1   | 8   | 3   | –     | 12 sièges |
| 2004 | 1   | 9   | 2   | –     | 12 sièges |

- FWG = Freie Wählergruppe Neuleiningen e. V.
- WGF-M = Wählergruppe Freyland-Mahling

### Blason
|  | Les armoiries de la commune sont divisées en diagonale vers la droite : en bas à droite dans un champ bleu clair, entouré de six croix dorées et armée et languette de rouge, l'aigle Leining argenté tourné vers la droite, en haut à gauche dans un champ noir, entouré de dix croix d'or et avec la barbe pointée en diagonale Montrant en haut à droite, la clé d'argent (clé de Pierre) du diocèse de Worms. |

## Intéressant à voir
L'histoire de nombreux bâtiments remonte au Moyen Âge. Le château fort de Neuleiningen et le centre du village sont désignés zones monumentales. Depuis la tour du château, vous avez une excellente vue sur la plaine du Rhin à l'est et sur les montagnes de la forêt palatine à l'ouest.
Plusieurs maisons à colombages bien conservées des XVIe et XVIIe siècles se trouvent dans le centre-village, certaines avec des pièces en encorbellement caractérisant les rues étroites, notamment les bâtiments parallèles des rues hautes, moyennes et basses. Près de l'entrée du village en direction de Sausenheim se trouve ce qu'on appelle Heiligenhäuschen, une chapelle de cimetière médiéval.
Les fortifications avec leurs quatre tours ont été construites à côté du château et datent également du XIIIe siècle. Elle fut rénovée et agrandie au XVe siècle. Il y avait trois portes de la ville ; il ne reste que celle occidentale, datant de la seconde moitié du XVe siècle.

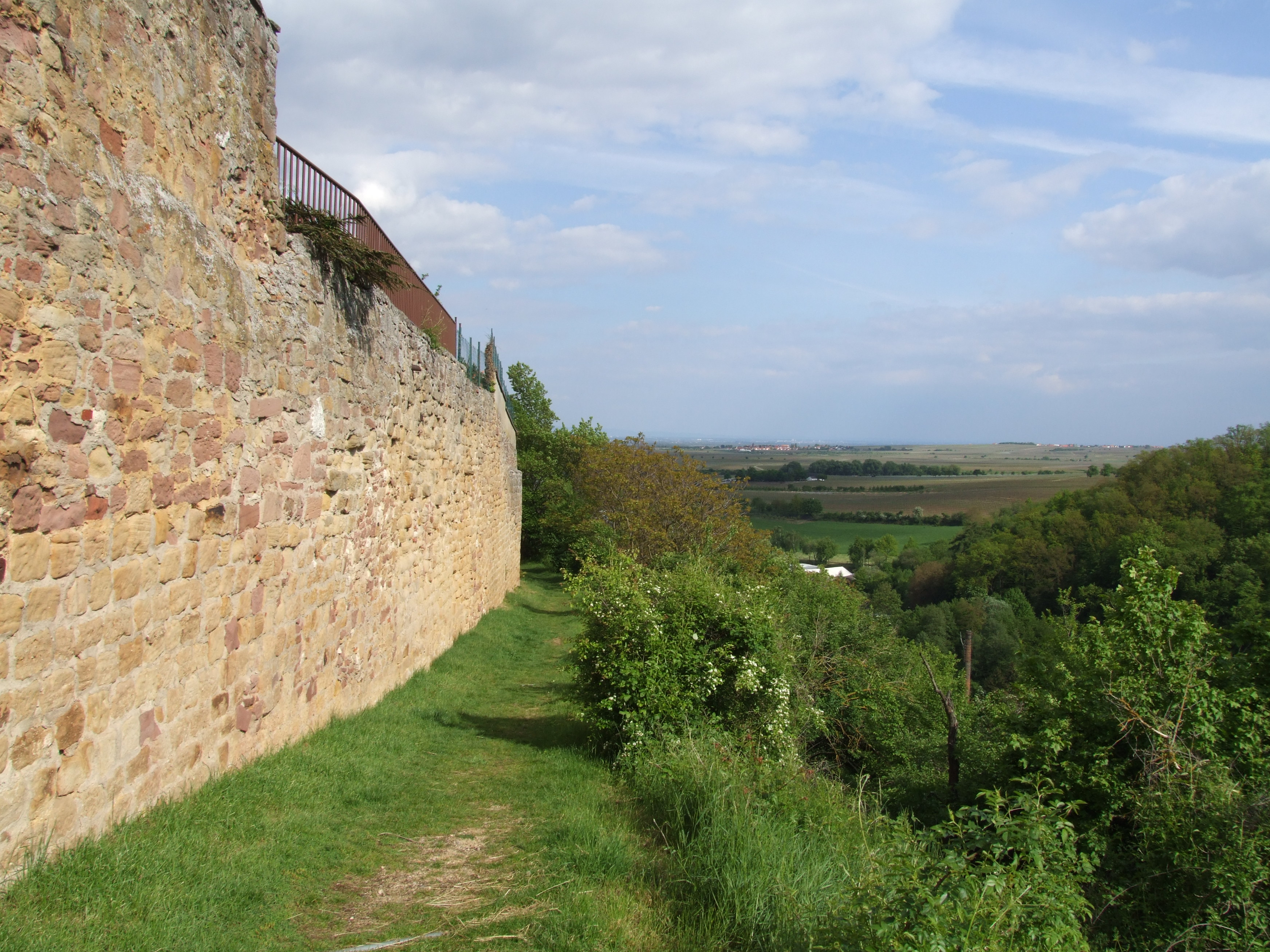
Enceinte de la ville, côté sud : vue à l'est sur la plaine du Rhin
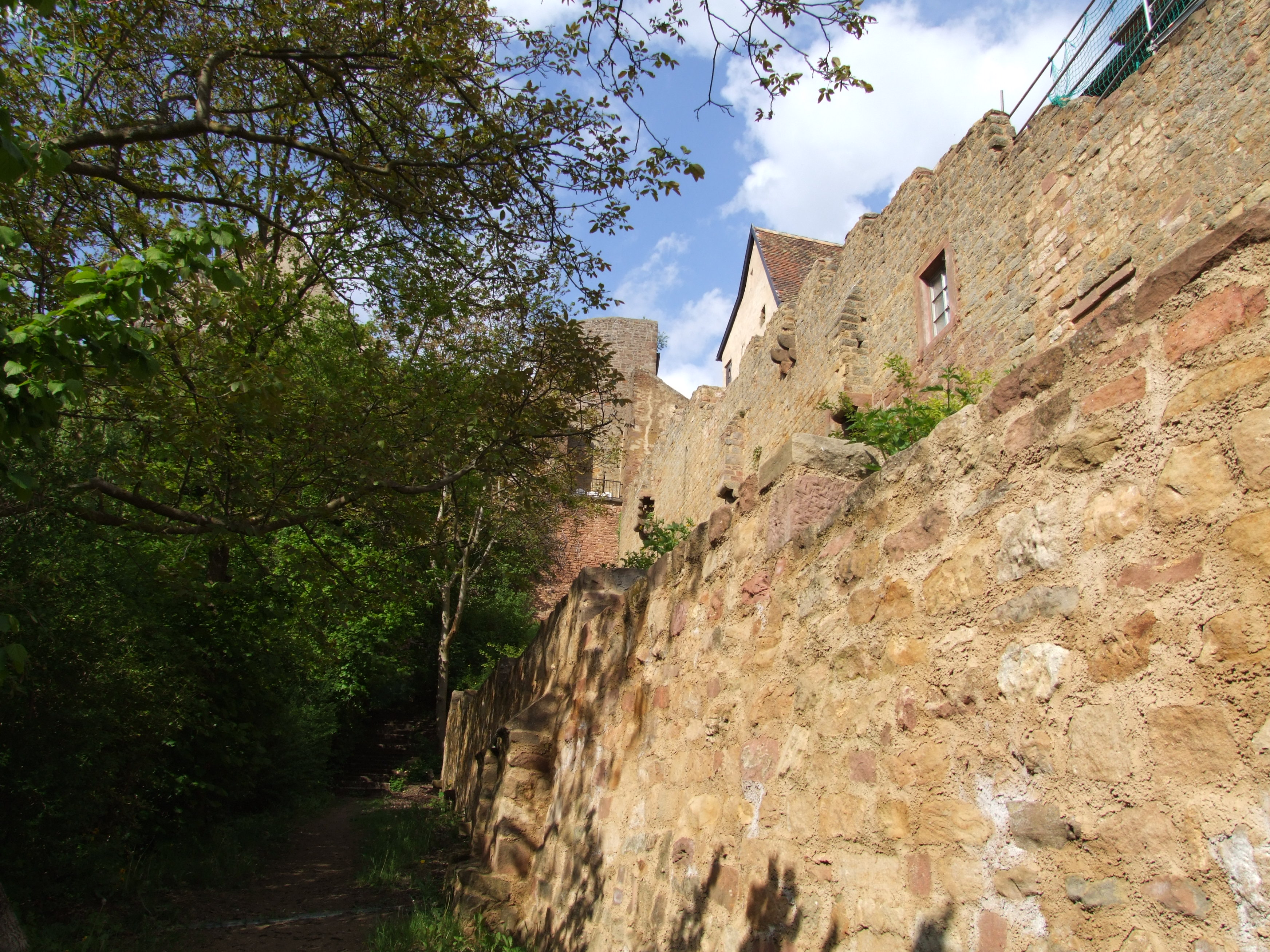
Mur d'enceinte, côté ouest
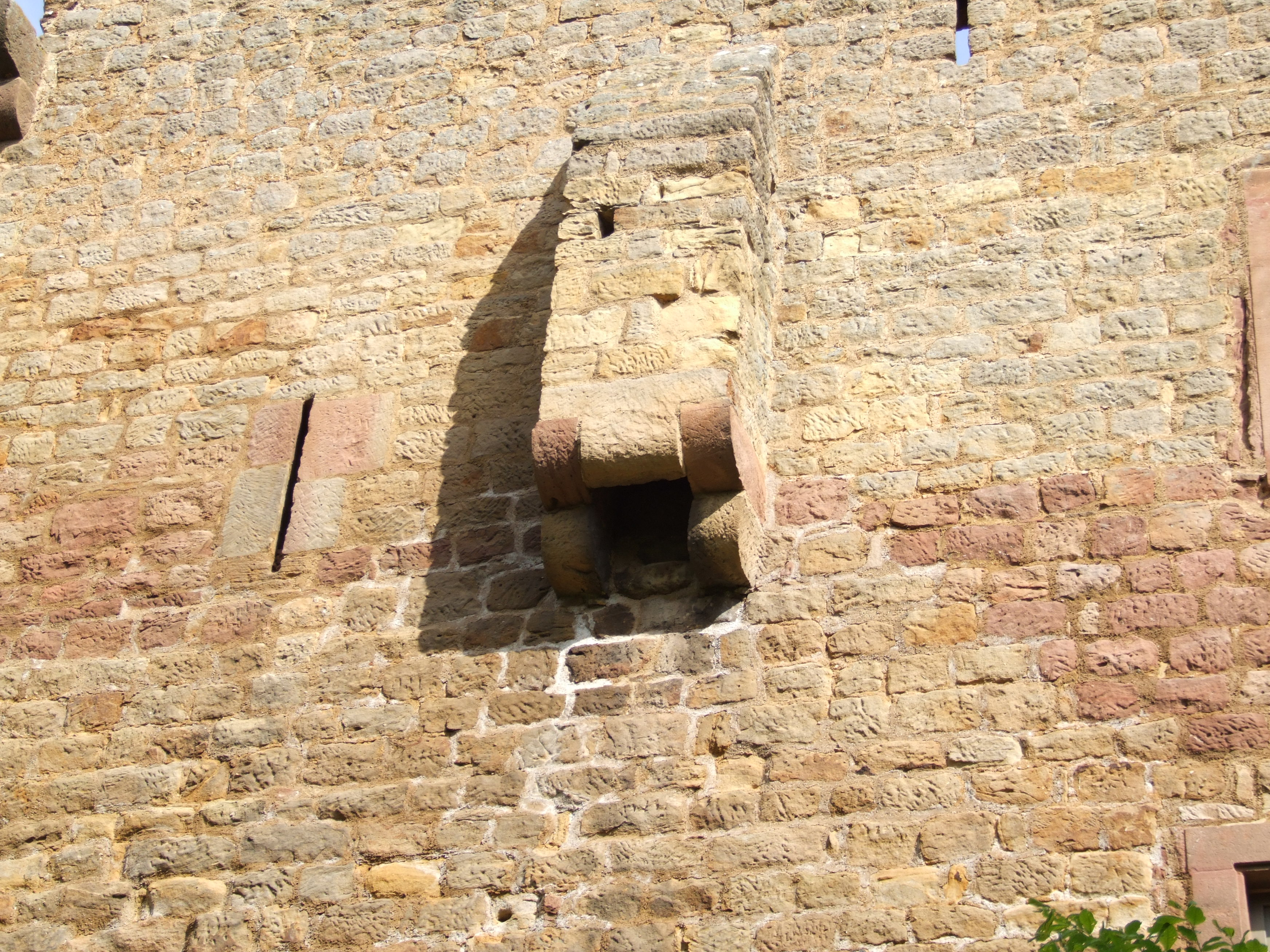
Garde-robe côté ouest
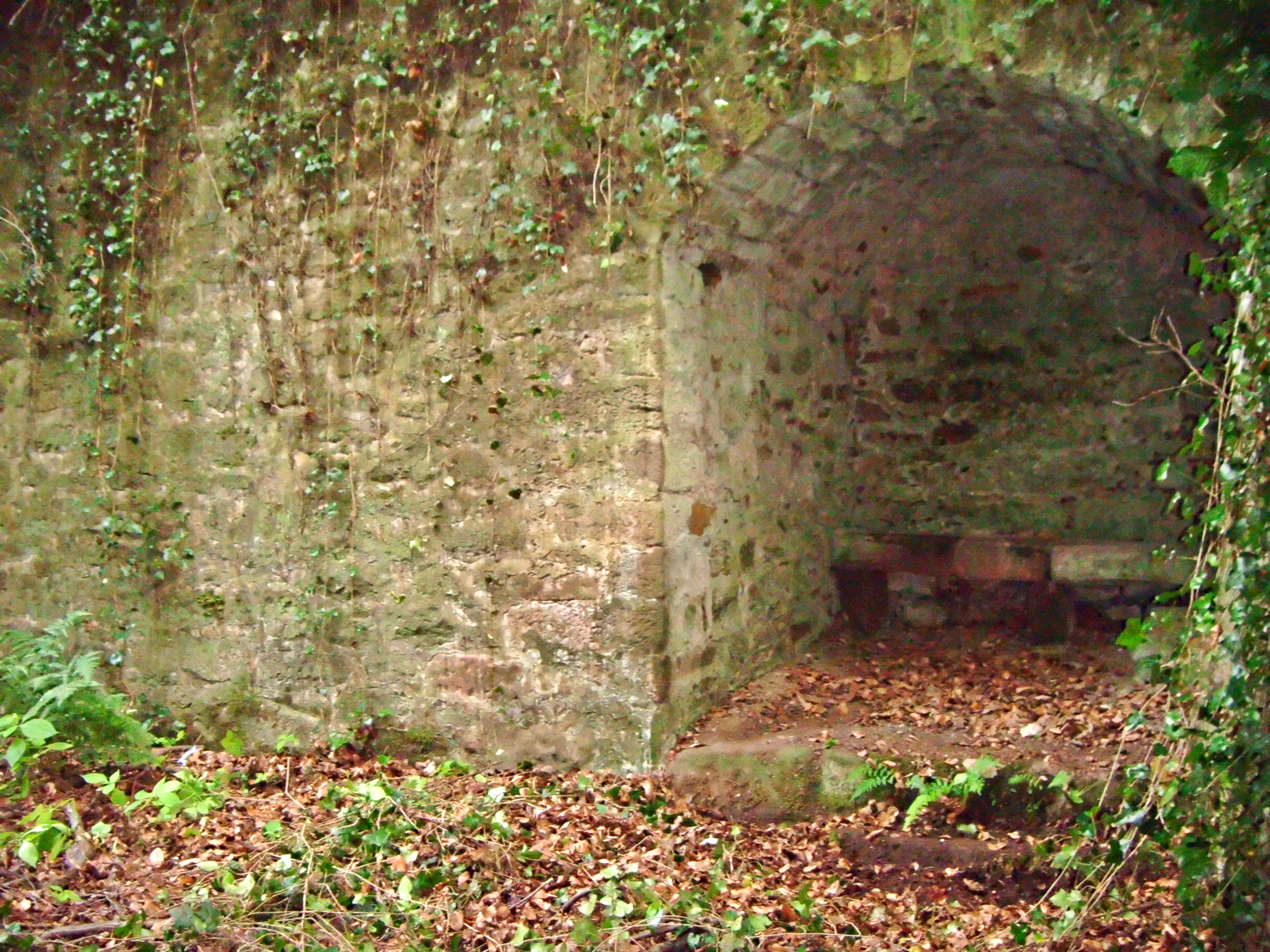
Lavoir historique dans la vallée

L'ancien Wachenheimer Hof (1561, fortement modifié), la demeure des anciens administrateurs du château des seigneurs de Wachenheim, sert de presbytère. Le complexe appartenait à la cour extérieure du château fort de Neuleiningen.

## Économie et infrastructures
La viticulture est la principale industrie de la commune, devant le tourisme. Les vignobles sont situés à l'est de la commune sur les coteaux vers la plaine du Rhin. Ils appartiennent donc à la région vignoble de Palatinat. La viticulture à Neuleiningen a une tradition. La commune compte plusieurs domaines viticoles dont l'existence remonte au XVIIIe siècle. 
Entre 1903 et 1967 il y avait raccordement au réseau ferroviaire : la ligne ferroviaire Grünstadt – Altleiningen. L'arrêt Neuleiningen-Kleinkarlbach était la gare commune avec Kleinkarlbach situé dans la vallée d'Eckbach.
Bien que le village soit éloigné des principaux flux de circulation, l'A 6 reliant Mannheim à Sarrebruck longe le versant nord. Le prochain carrefour se trouve à quatre kilomètres, à Grünstadt. Il existe également une connexion avec la Bundesstraße 271 et la ligne parallèle du Pfälzische Nordbahn.

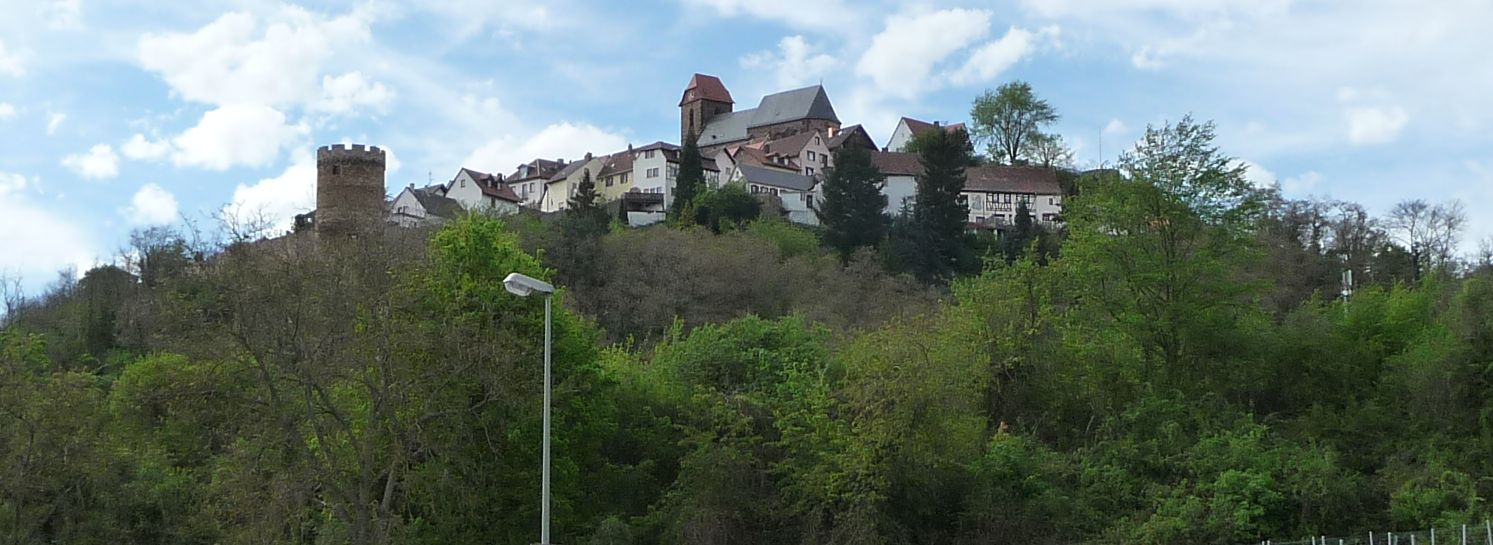
Neuleiningen sur la montagne, Vue de l'Est
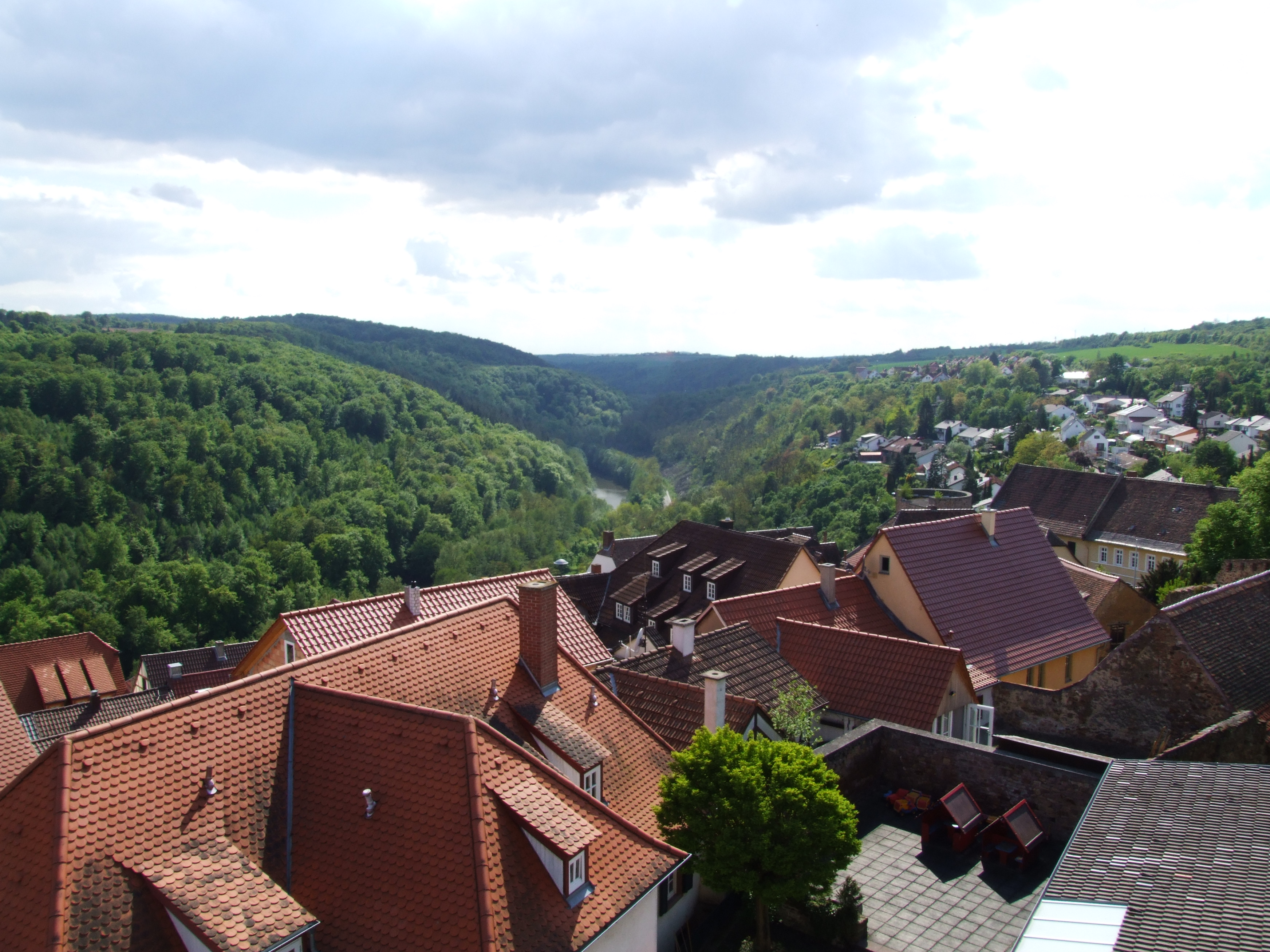
Vue du château à l'ouest à travers Neuleiningen
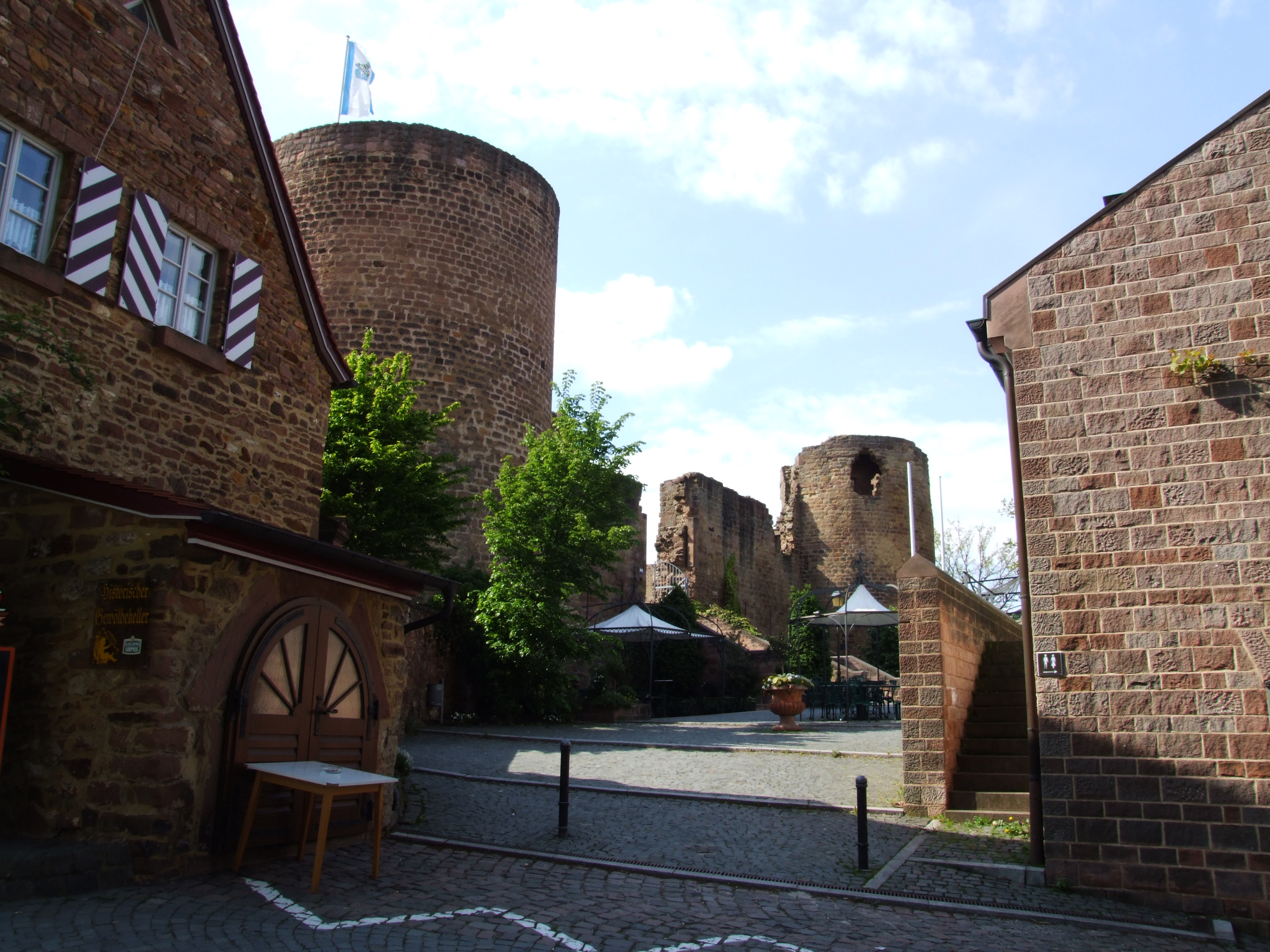
Burg Neuleiningen, cour orientale avec Burgschenke
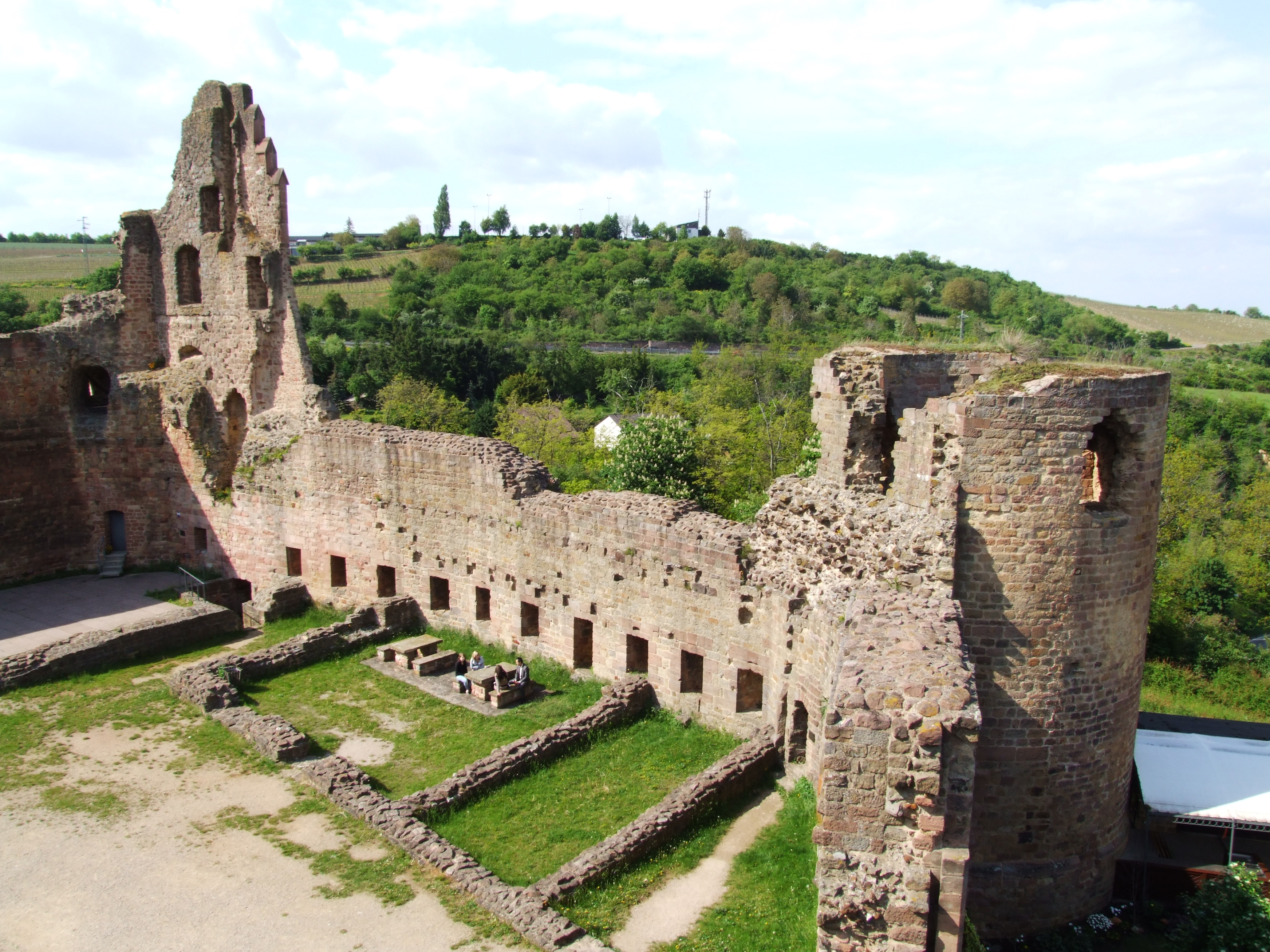
Burg Neuleiningen, côté nord
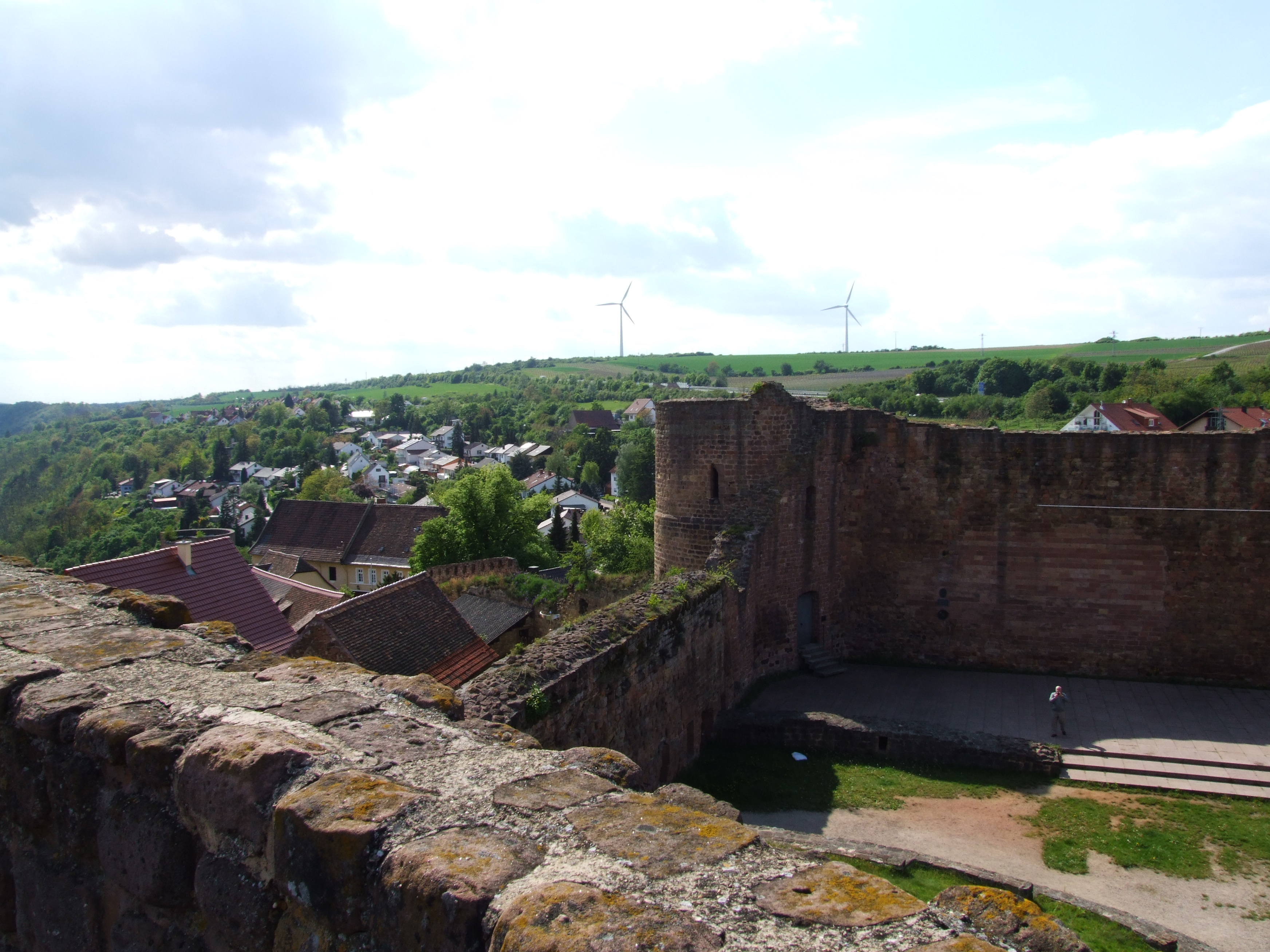
Burg Neuleiningen, regardant vers le sud
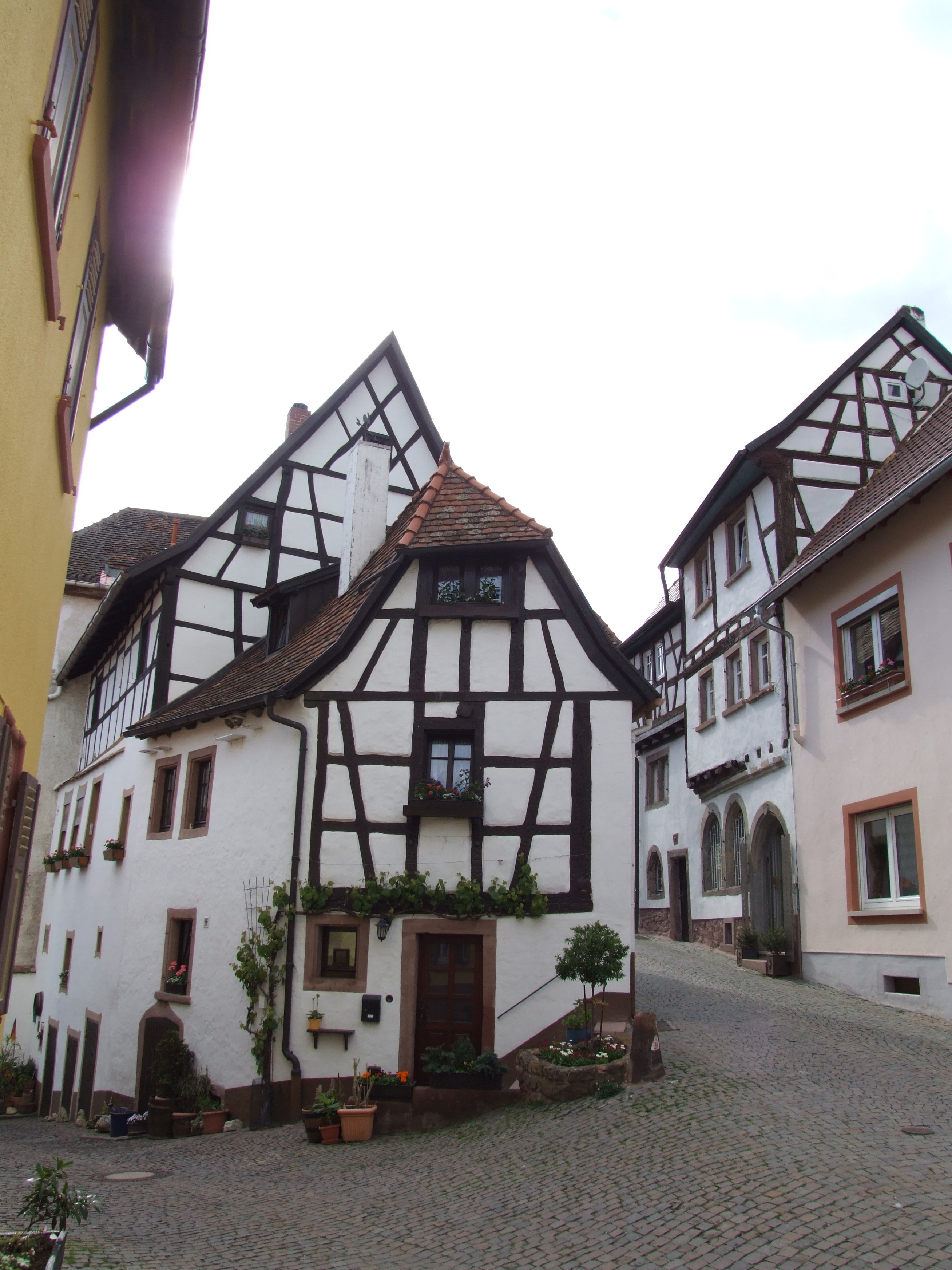
Maison à colombages à Neuleiningen
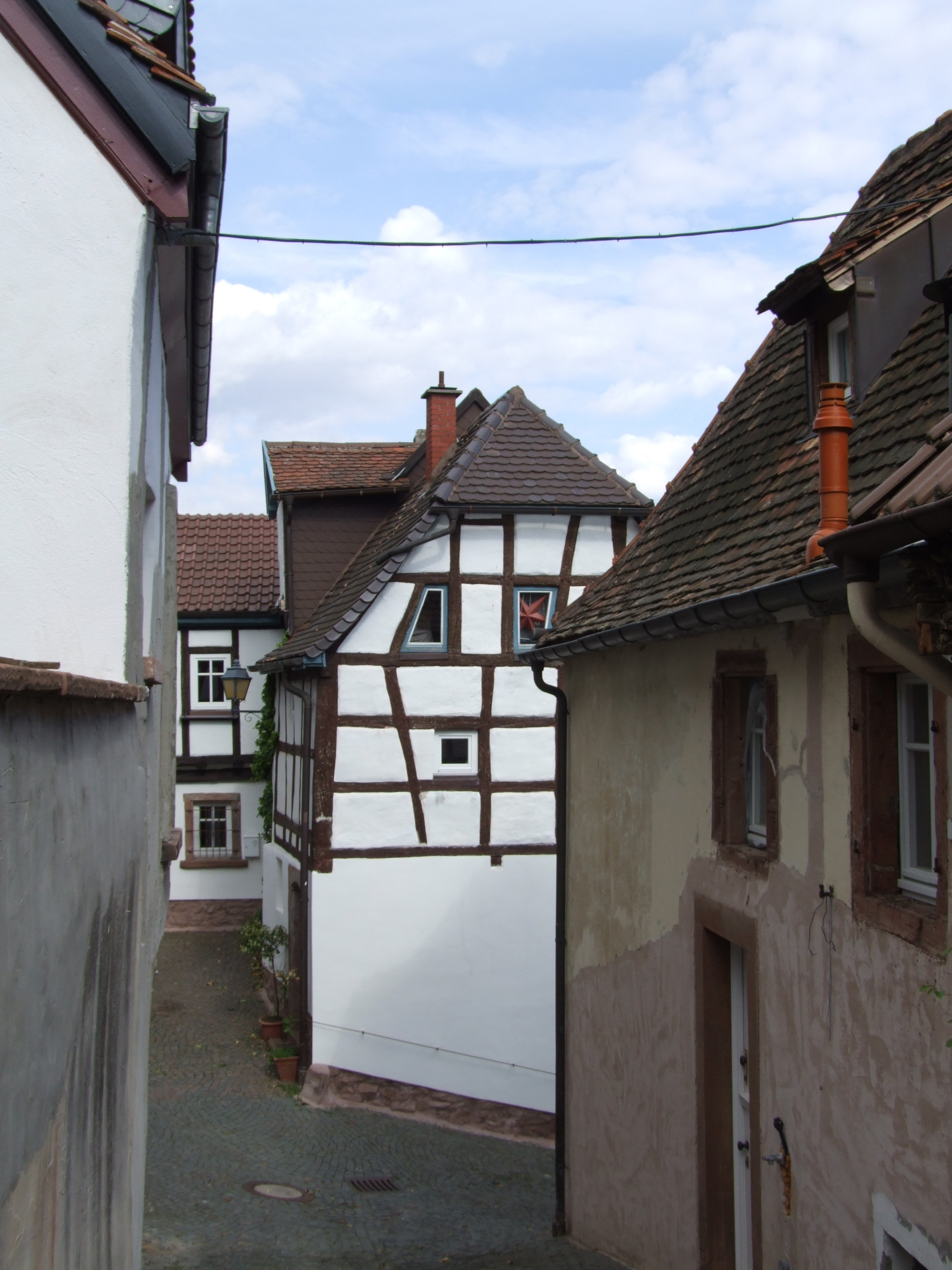
vieille maison à Neuleiningen
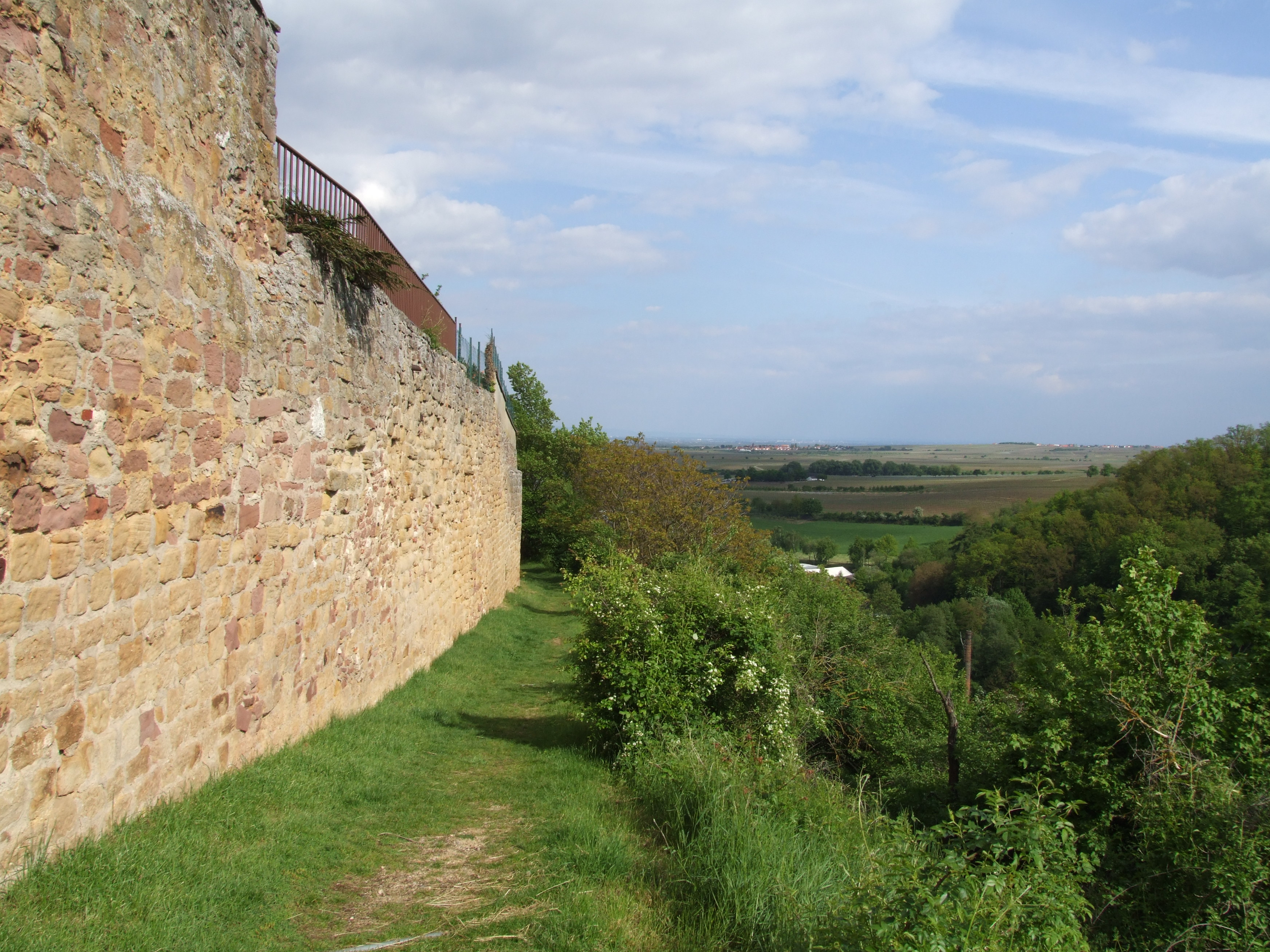
Murs Neuleiningen, côté sud, vue depuis le mur est à pied de la vallée du Rhin
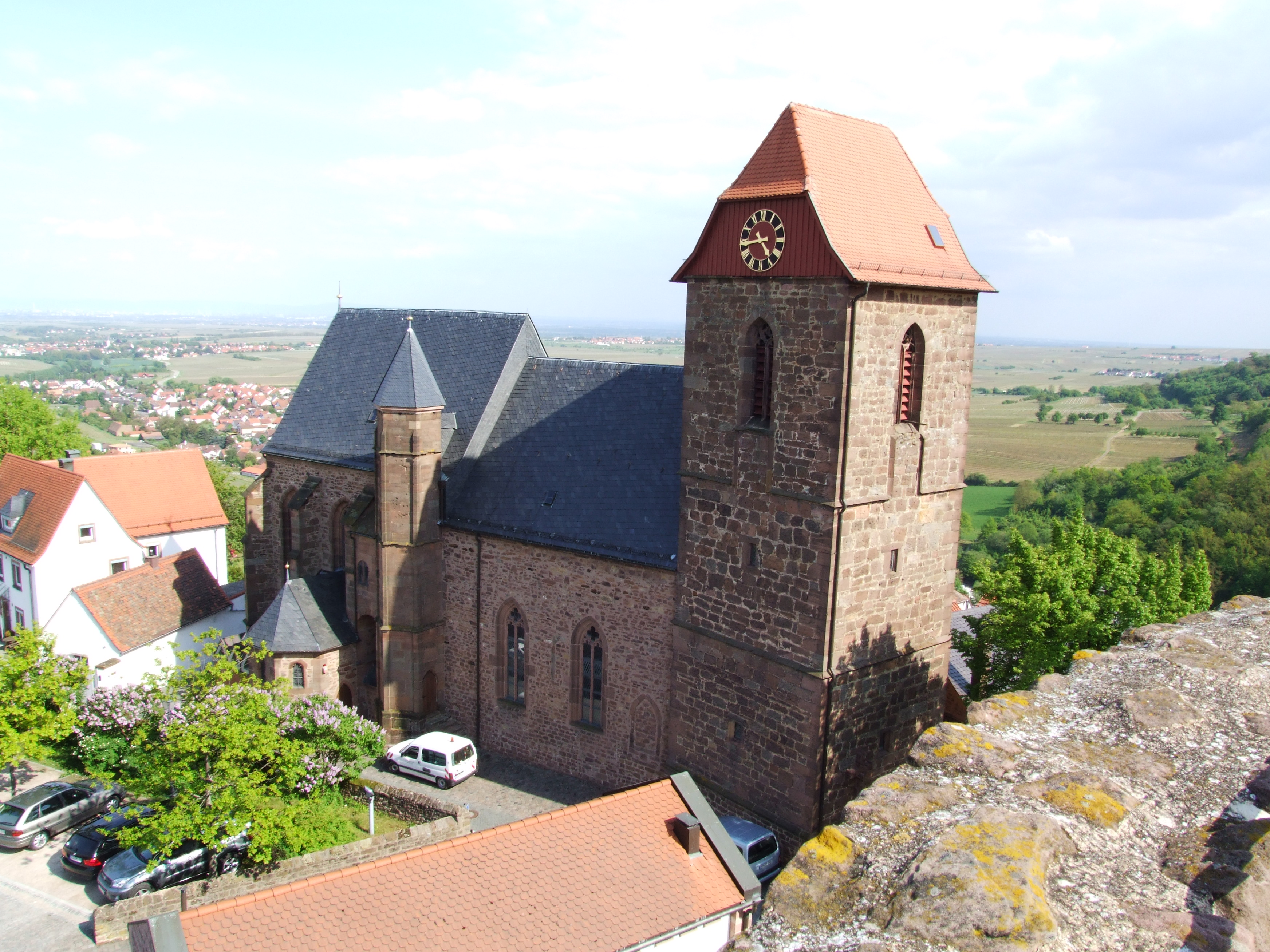
L'église paroissiale de Saint-Nicolas, Neuleiningen, photographié depuis le château.
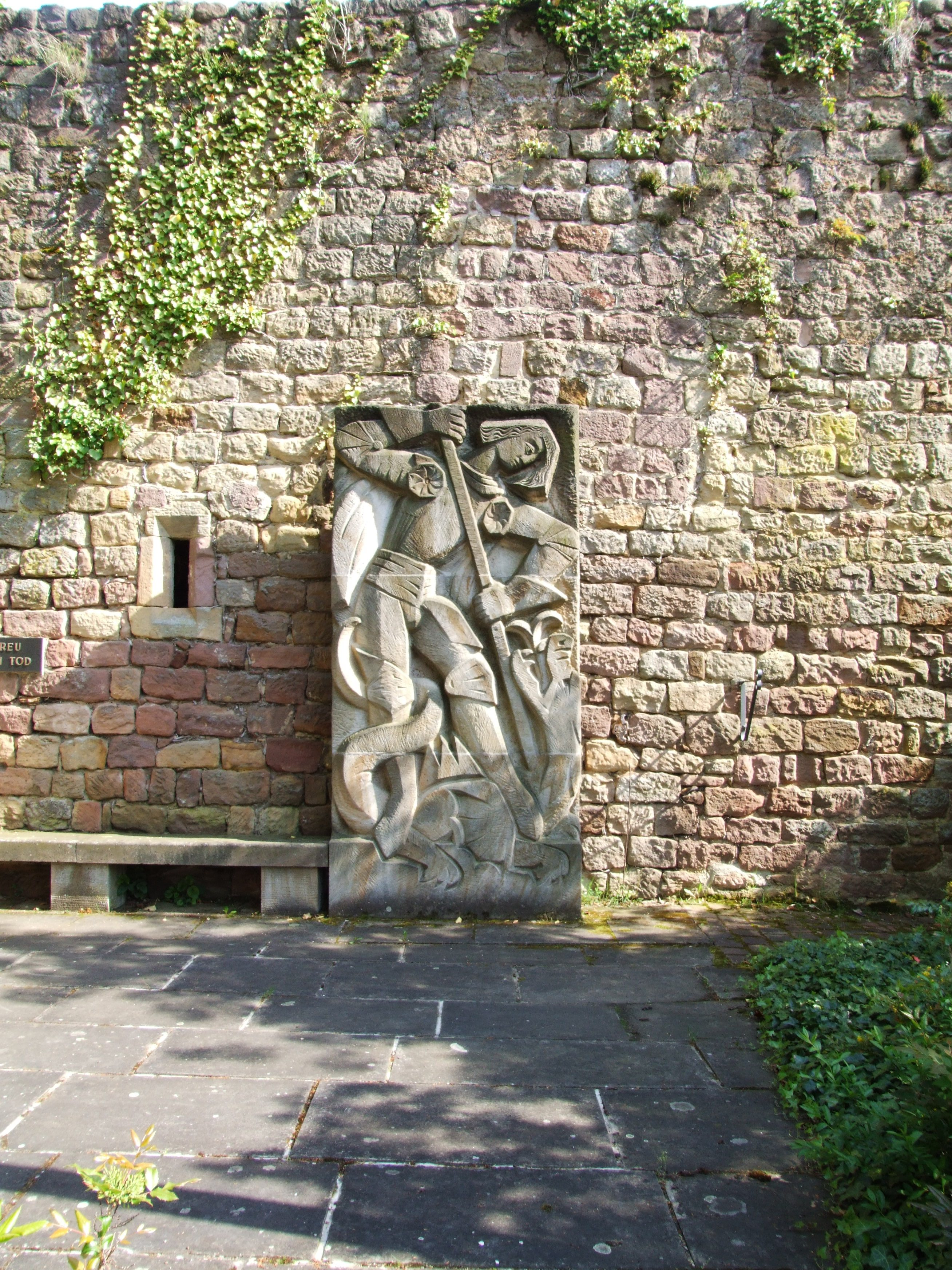
St George et le dragon, le soulagement à Neuleiningen
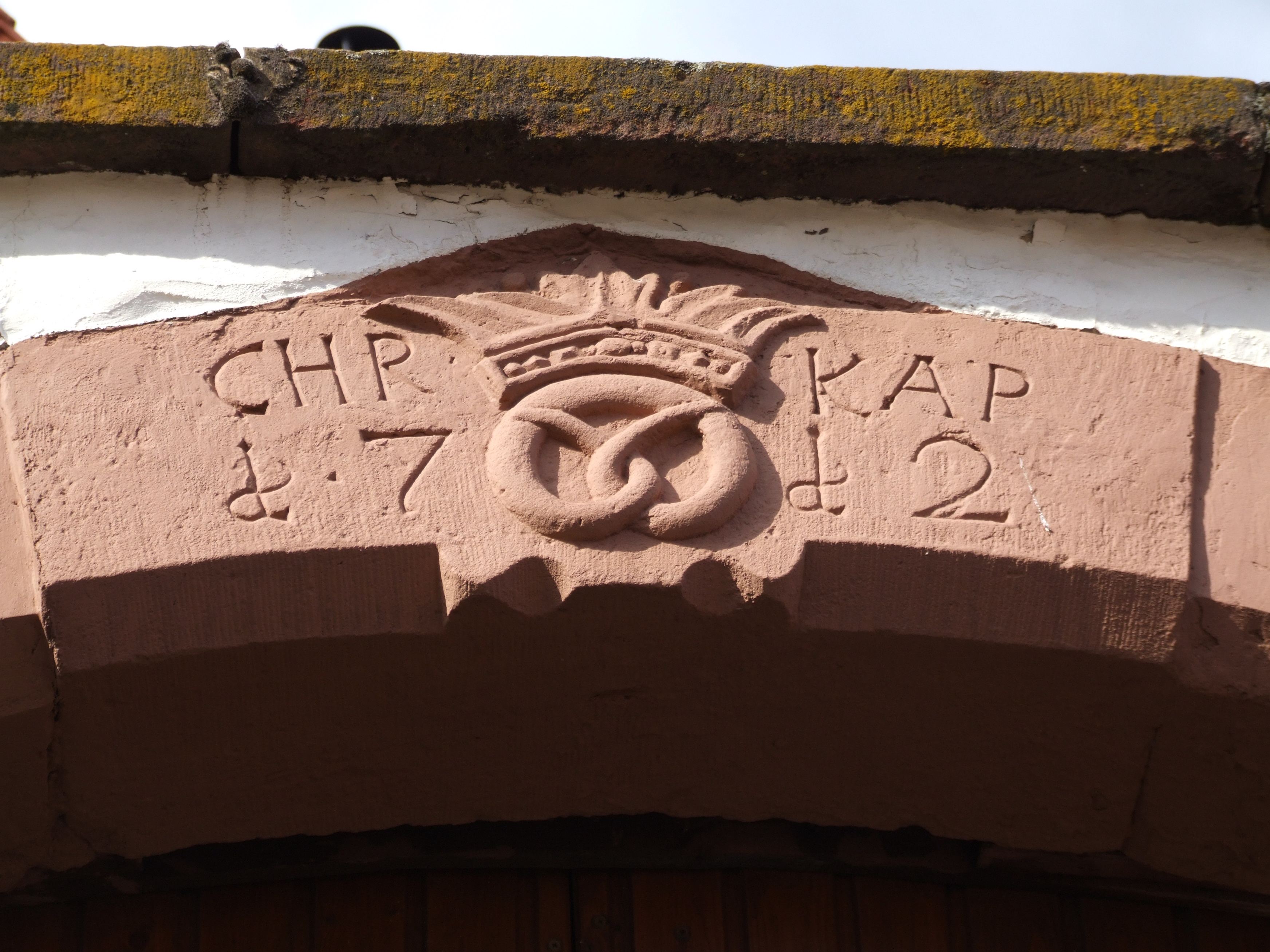
Pretzel représentation d'une voûte à Neuleiningen